# Chikkakurubarahalli, Gudibanda
Chikkakurubarahalli là một làng thuộc tehsil Gudibanda, huyện Kolar, bang Karnataka, Ấn Độ.